# Stift Garsten

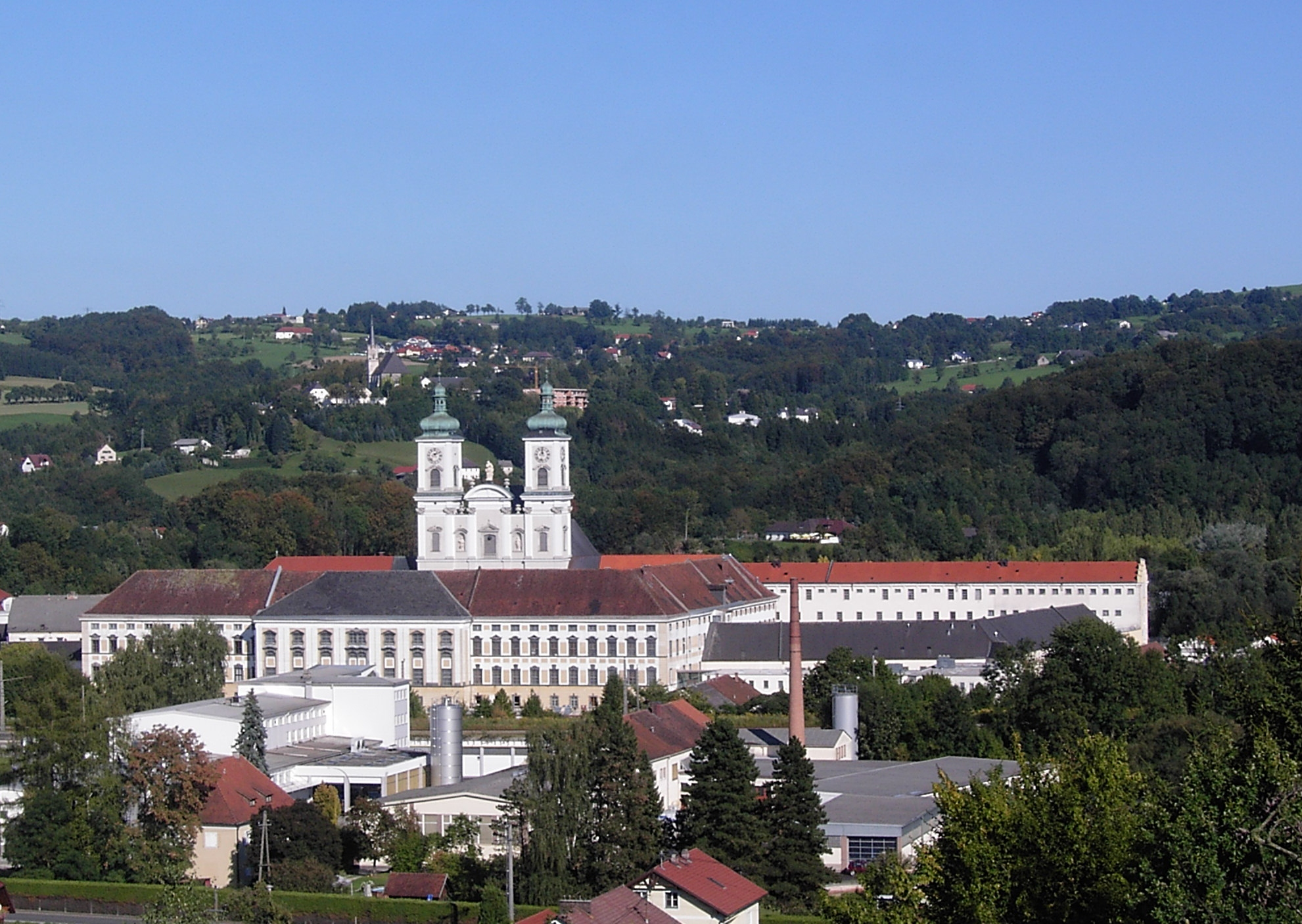
Außenansicht Justizanstalt Garsten

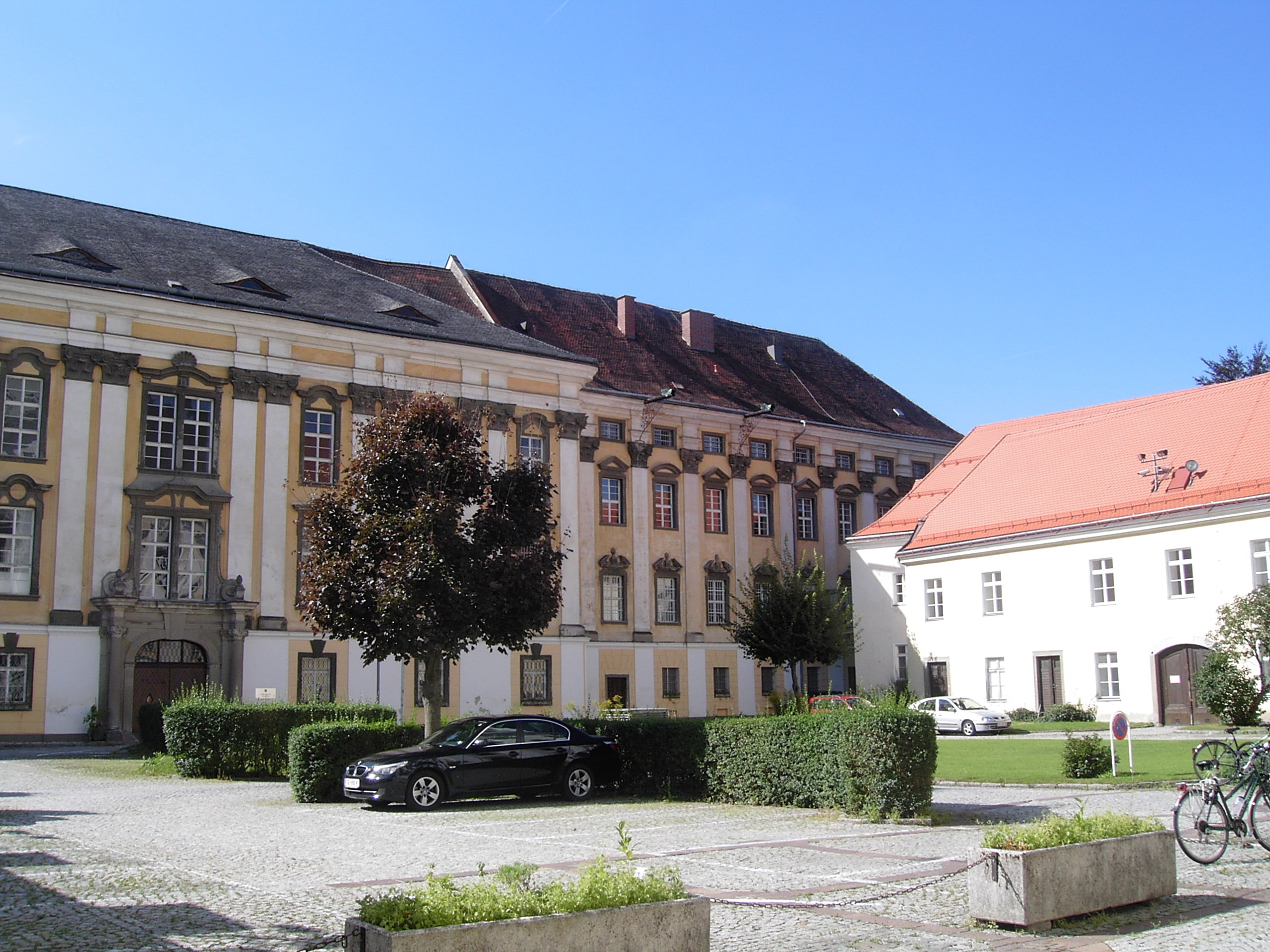
Das frühere Stiftsgebäude, heute Justizanstalt Garsten

Das Stift Garsten ist eine ehemalige Benediktiner-Abtei in Garsten in Österreich. Heute befindet sich in den ehemaligen Klostergebäuden die Justizanstalt Garsten.

## Geschichte

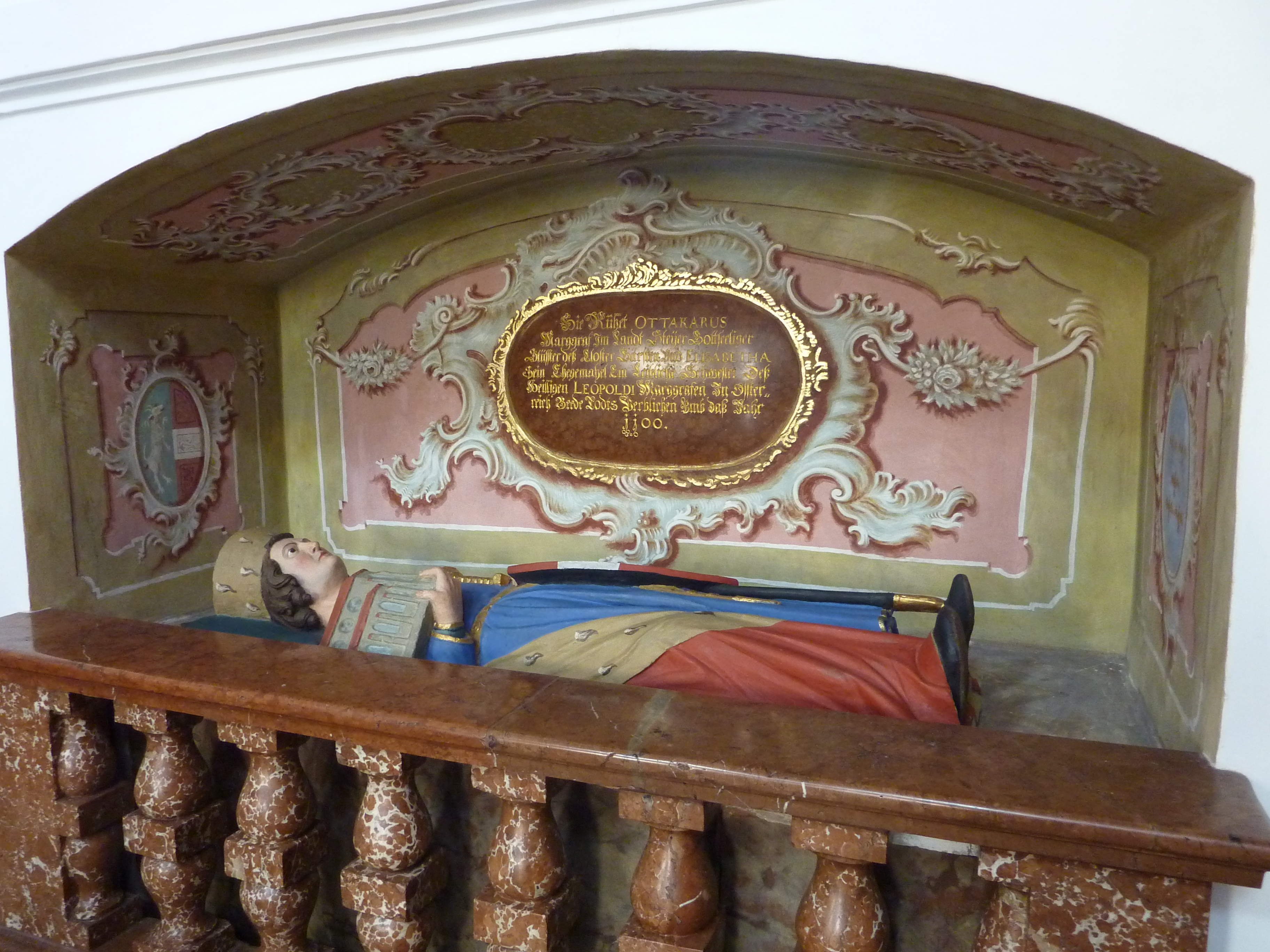
Hochgrab des Stifters, Ottokar II. in der Stiftskirche Garsten

Das Kloster wurde 1082 durch Otakar II. als Säkularkanonikerstift und Hauskloster (auch Grablege) gegründet; es diente den Traungauern neben der Styraburg als Angelpunkt ihrer Herrschaft.
Ab 1107 war es ein (von Göttweig abhängiges) Benediktinerpriorat und ab 1110/11 selbstständige Abtei im Bistum Passau. Bekannt wurde das Stift durch seinen ersten Abt, Berthold von Garsten.
Seit 1490, unter Friedrich III., gehört das Gebiet zu Österreich ob der Enns. Eine bauliche Erneuerung erfolgte ab 1677 durch die Familie Carlone, die zunächst die Kirche neu errichtete und anschließend mit dem Neubau der Klosteranlage begann. Von 1708 bis 1726 wurde der Bau der Klosteranlage durch Jakob Prandtauer fortgeführt. Seit 1784 Kaiser Joseph II. die Diözese Passau zum Verzicht auf ihre Pfarren in Ober- und Niederösterreich zwang, gehörte es zur Diözese Linz.
1787 wurde die Abtei durch Kaiser Joseph II. aufgehoben.
Garsten war lange Zeit das religiöse, kulturelle und geistige Zentrum der Eisenwurzen. Teilweise erhalten sind die hochmittelalterlichen Traditionsbücher des Klosters, die knappe Aufzeichnungen zur Besitzgeschichte (etwa zur Übertragung von Grundstücken oder Personen), Schilderungen rechtlicher Auseinandersetzungen und historiographische Notizen vereinen.

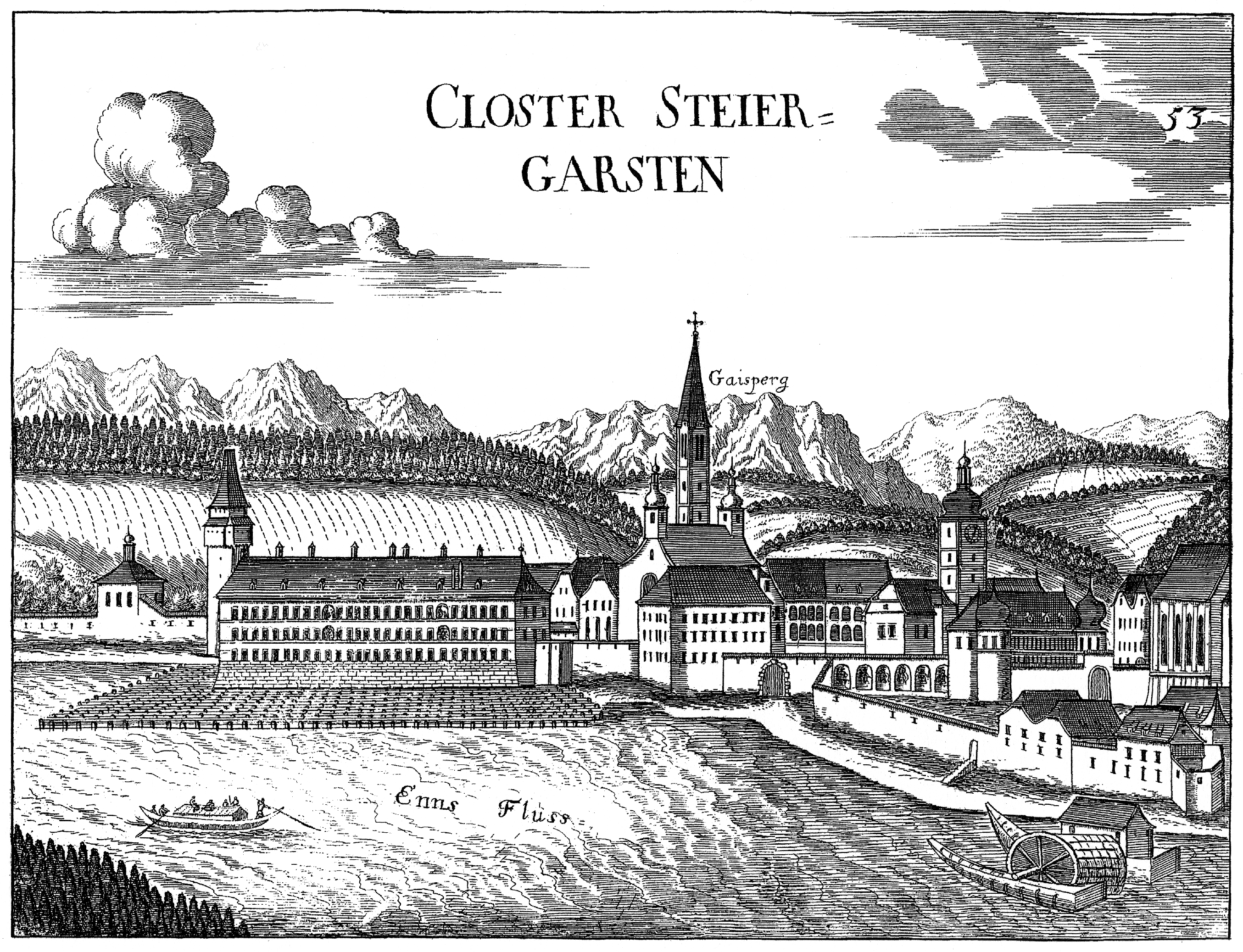
Kupferstich von Georg Matthäus Vischer von 1674
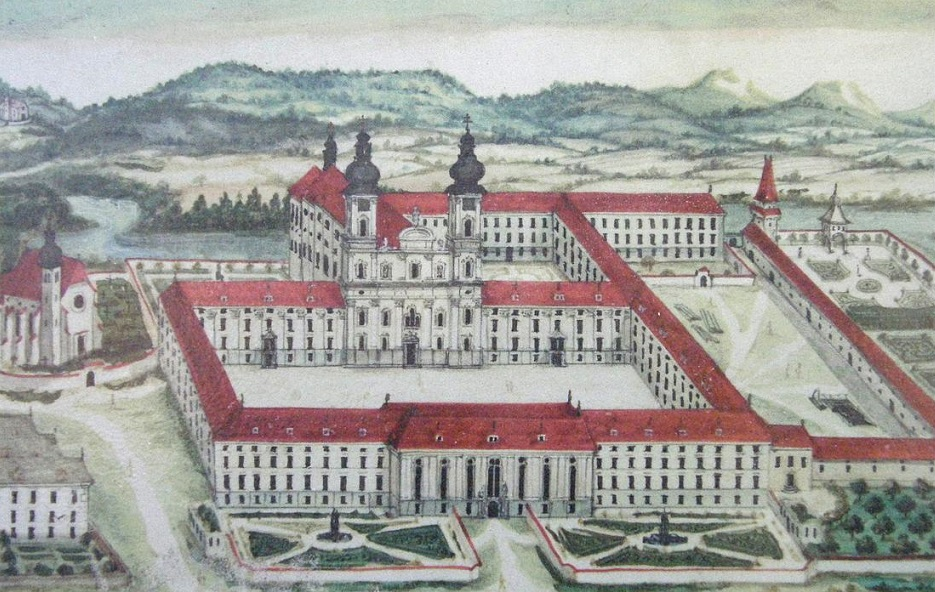
Josef Gottfried Prechler, Ansicht von 1717
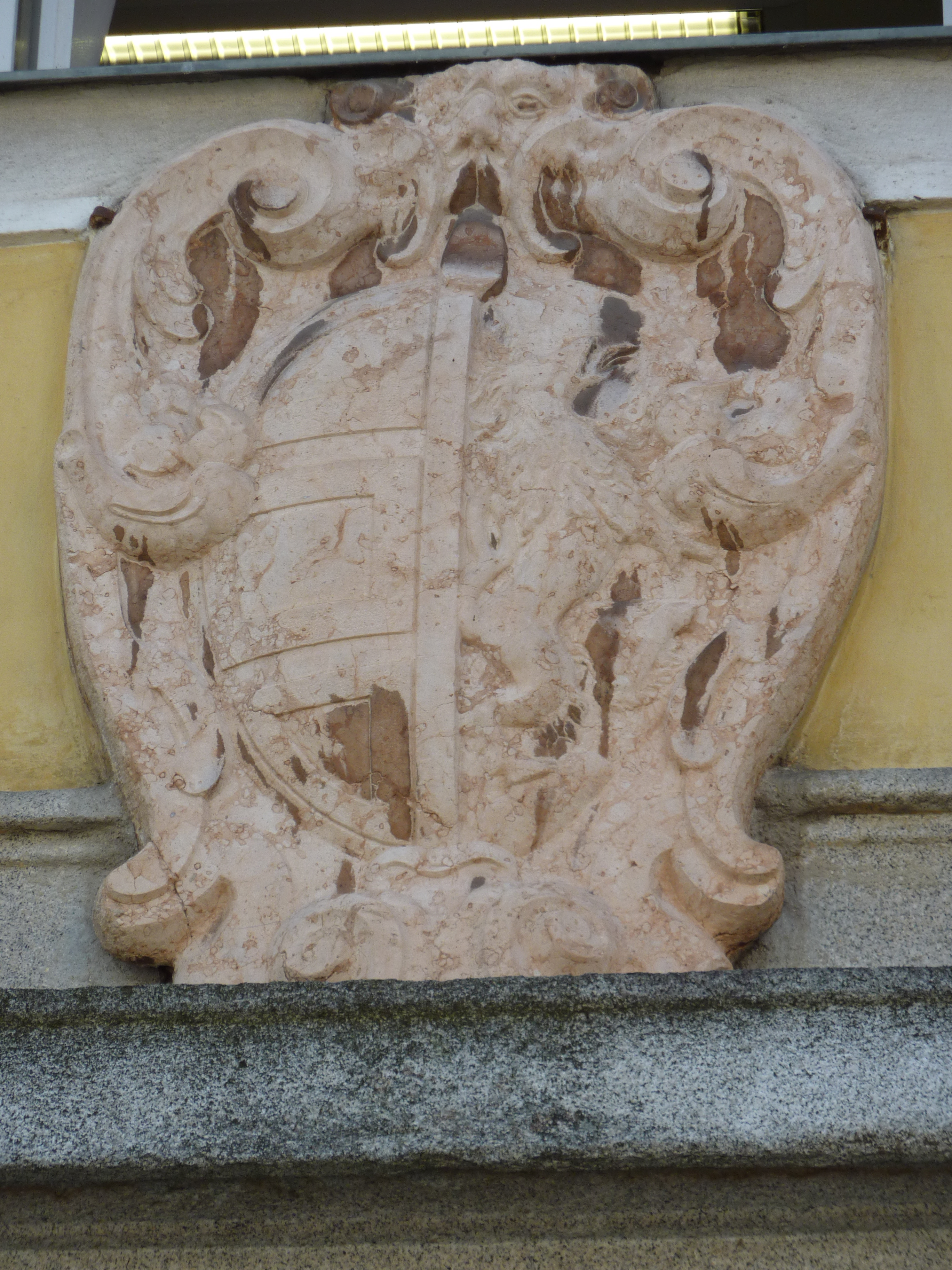
Wappenstein über dem Nordportal

### Besitzungen
Schon als Stiftungsausstattung erhielt es, wohl aus der Mitgift der Ehefrau des Gründers, Elisabeth, einer Tochter des Babenbergers Leopold II., bedeutenden Besitz im niederösterreichischen Traisen- und Gölsental.

Die Steyrer Traungauer, die die Mark an der Mur erschlossen hatten, waren Anfang des 12. Jahrhunderts zunehmend in die Grazer Gegend übersiedelt und bildeten die heutige Steiermark. Nach 1138 vermachte Sophie, Witwe Leopold I. des Starken und Regentin für Ottokar (III. der Steiermark), die ganze Herrschaft Gaflenz, die als Morgengabe ihr Eigenbesitz geworden war, an das Kloster. Damit wurde Gaflenz, ursprünglich eine Filiale von Waidhofen an der Ybbs, in den Grenzen Neustiftergrabenbach/Bischofberg und Frenzbach zur Pfarre erhoben. 1151 tauschte Bischof Konrad I. von Passau seinen Zehentanspruch auf Gaflenz mit Garsten.

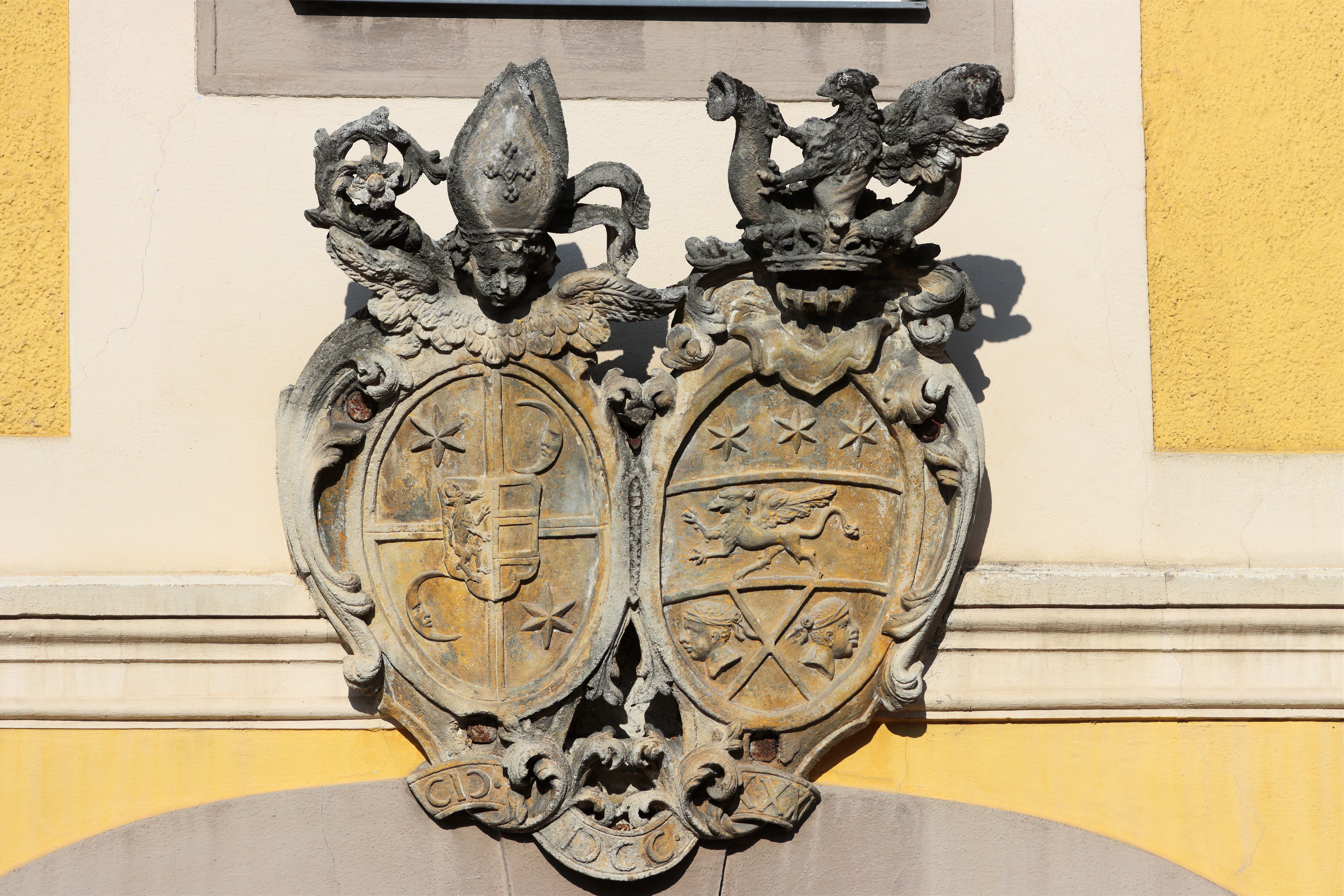
Doppelwappen über dem Portal des Mollner Pfarrhofes

Zahlreiche Pfarren im Enns- und Steyrtal waren abhängig, so etwa Molln: Über dem Portal des 1734 fertiggestellten Pfarrhofes befinden sich die Wappen des Klosters Garsten und des Abtes Konstantin Muttersgleich. Der Einfluss reichte jedoch auch darüber hinaus: Seit 1163/67 war die Pfarrkirche St. Magdalena in Linz eine Garstner Eigenkirche. In Wien Nußdorf besaß das Kloster einen Weingarten und im nahen Heiligenstadt eine Badeanstalt.

## Stiftskirche

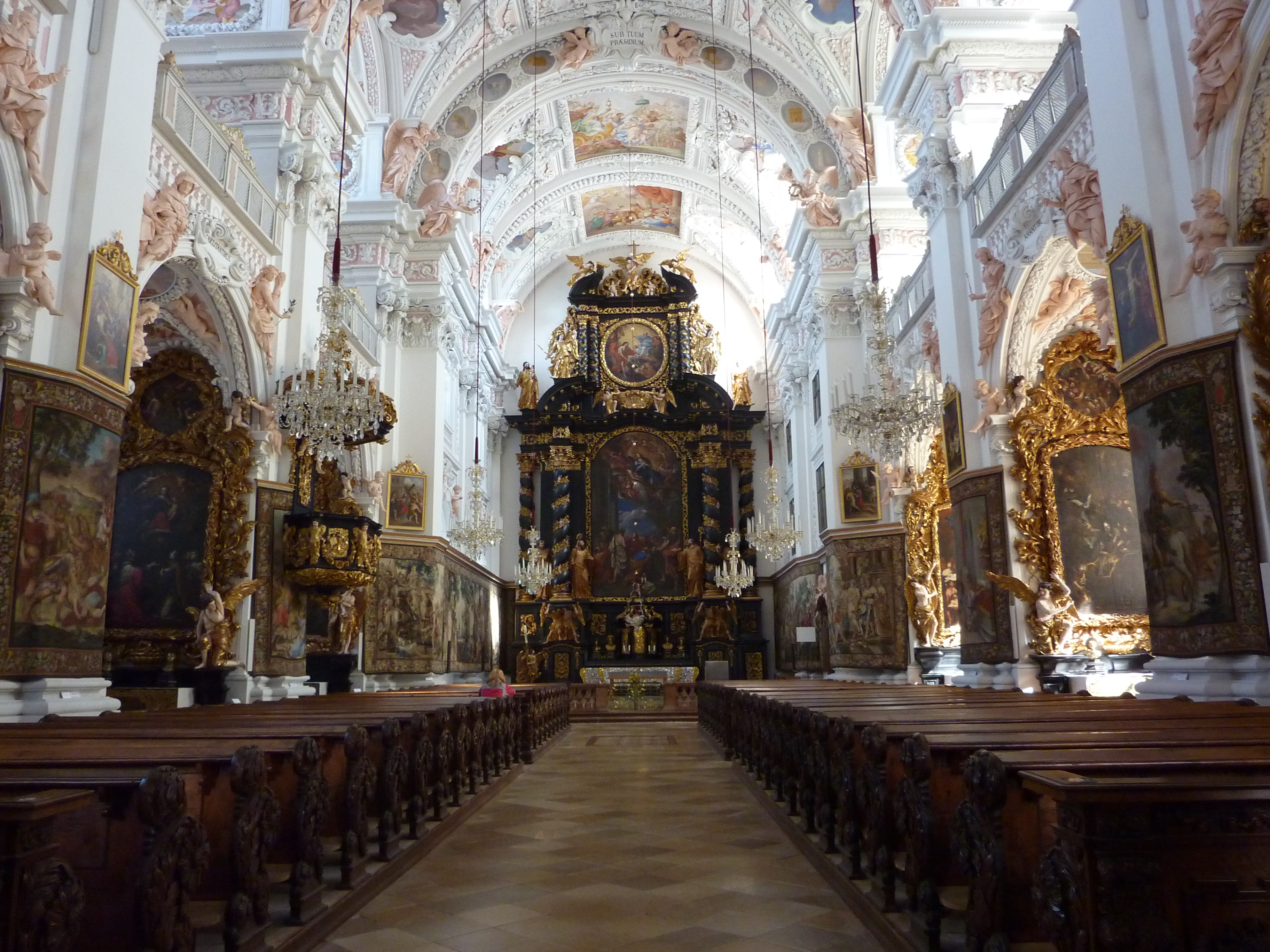
Das Innere der Stiftskirche Garsten

Die Stiftskirche und heutige Pfarrkirche Garsten wurde von der Baumeisterfamilie Carlone erbaut und zählt zu den schönsten Bauwerken des Hochbarocks in Österreich. Hervorzuheben sind Stuckarbeiten und Gobelins niederländischer Herkunft, die in der Advent- und Fastenzeit mit den vom Kremser Schmidt gestalteten Fastentüchern verhängt werden. Sehenswert sind insbesondere die Losensteiner Kapelle (Grablege der Losensteiner), die Sakristei und der Sommerchor.

### Orgel

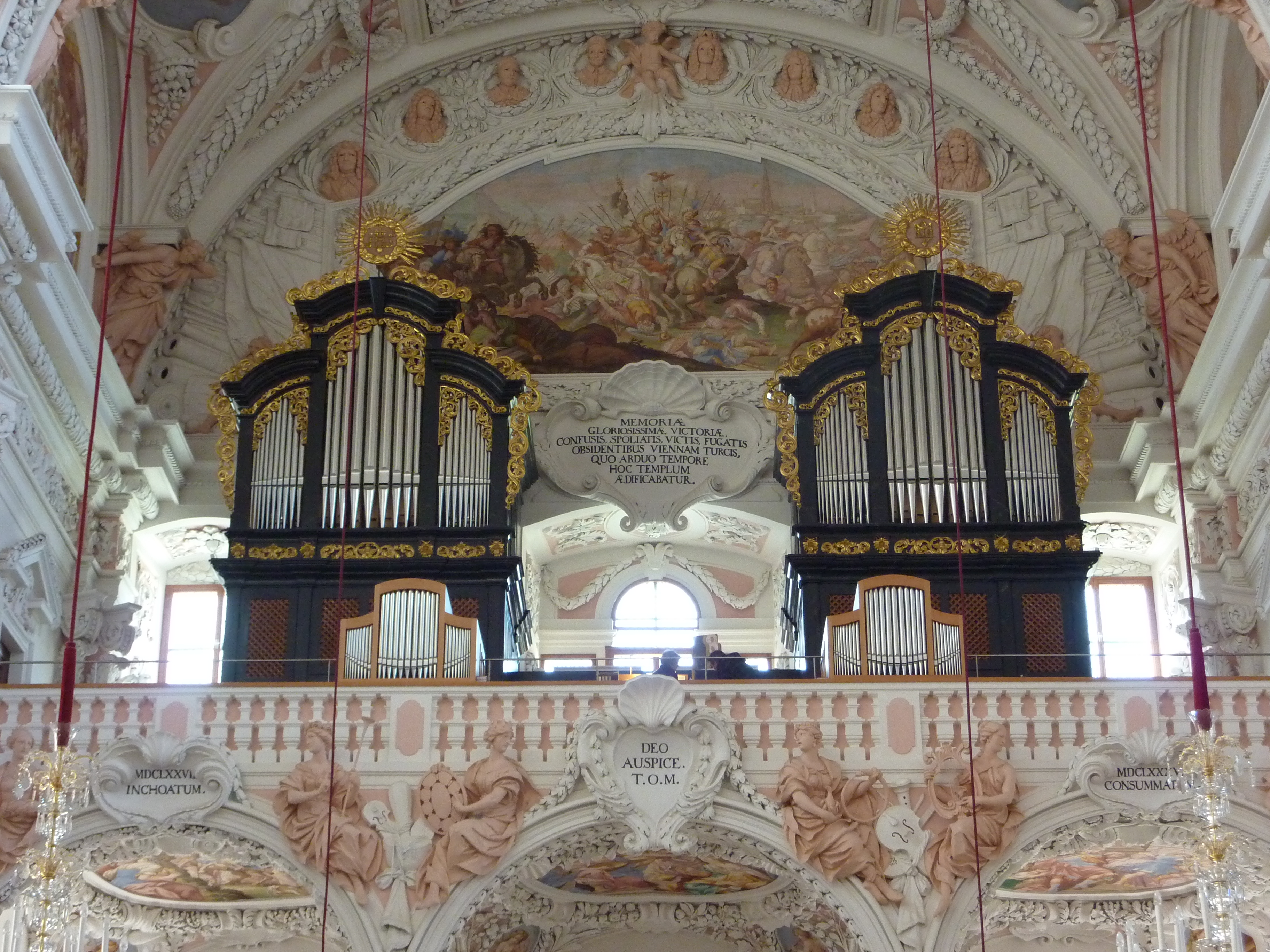
Bertholdorgel in der Stiftskirche Garsten

Im Zuge der Generalrenovierung der Kirche wurde auch die Berthold-Orgel erneuert. Vom alten Instrument konnten nur die beiden etwa 100 Jahre alten Orgelgehäuse von Franz Hölzl wiederverwendet werden. Alles andere wurde von Rudolf von Beckerath Orgelbau neu geplant und gebaut. Die Weihe der Berthold-Orgel am 8. Dezember 2009 bildete den Abschluss der umfangreichen Renovierung der Barockkirche.

## Heutige Nutzung
Seit dem Jahr 1851 befindet sich in den Gebäuden des ehemaligen Stifts eine Strafvollzugsanstalt. Die Justizanstalt Garsten gehört zu den wenigen Gefängnissen in Österreich, in denen die lebenslange Freiheitsstrafe vollzogen wird. Die ehemalige Stiftskirche dient als Pfarrkirche.

## Liste der Äbte
Liste der Äbte von Garsten
- Berthold I., amtierte als Abt 1111–1142
- Berthold II., amtierte als Abt 1142–1150?
- Sighard (Sirus), amtierte als Abt 1151–1160
- Walter, amtierte als Abt 1161–1164
- Günther, amtierte als Abt 1164–1169
- Konrad I., amtierte als Abt 1169–1182
- Marquard I., amtierte als Abt 1182–1195
- Arnhalm, amtierte als Abt 1195–1203
- Hadmar, amtierte als Abt 1203–1212
- Adalbert, amtierte als Abt 1212–1216
- Konrad II., amtierte als Abt 1216–1218
- Reginbert, amtierte als Abt 1218–1227
- Berthold III., amtierte als Abt 1227–1233 und 1239–1243
- Ulrich I., amtierte als Abt 1233–1239
- Ortolf, amtierte als Abt 1243–1253
- Gerung, amtierte als Abt 1253–1258
- Ulrich II., amtierte als Abt 1258–1261
- Friedrich I., amtierte als Abt 1261–1282
- Marquard II., amtierte als Abt 1282–1290
- Gottschalk, amtierte als Abt 1290–1294
- Ulrich III., amtierte als Abt 1294–1317
- Otto, amtierte als Abt 1317–1333
- Heinrich, amtierte als Abt 1333–1335
- Michael, amtierte als Abt 1335–1352
- Eberhard, amtierte als Abt 1352–1365
- Nikolaus I., amtierte als Abt 1365–1398
- Florian I. von Tampeck, amtierte als Abt 1399–1419
- Leonhard I., amtierte als Abt 1419–1434
- Thomas I. Rantsch, amtierte als Abt 1434–1442
- Friedrich II., amtierte als Abt 1442–1444
- Adalbert, amtierte als Abt 1444–1461
- Berthold IV., amtierte als Abt 1461–1473
- Benedikt, amtierte als Abt 1473–1488
- Leonhard II. Knieschenk, amtierte als Abt 1488–1493, wurde ermordet
- Georg I., amtierte als Abt 1493–1495
- Ulrich V. Pranauer, amtierte als Abt 1495–1524
- Pankraz Halzner, amtierte als Abt 1524–1537
- Wolfgang Granfuß, amtierte als Abt 1537–1559
- Prundorfer, amtierte als Abt 1559–1568, wurde abgesetzt
- Georg Lachmayr, amtierte als Abt 1568–1574, war zuvor Abt im Benediktinerstift Gleink
- Johann Spindler, amtierte als Abt 1574–1589, wurde danach Abt im Stift Kremsmünster
- Vakanz 1589–1591, Administration durch den Prior Michael Angerer, später Abt im Stift Baumgartenberg
- Martin Alopitius, amtierte als Abt 1591–1599, wurde danach Abt im Stift St. Lambrecht
- Alexander a Lacu, Abt 1600–1601, davor Abt von Stift Wilhering, danach Abt von Stift Kremsmünster
- Johann Wilhelm Heller, amtierte als Abt 1601–1614
- Anton Spindler, amtierte als Abt 1615–1642, wurde danach Schottenabt in Wien
- Roman Rauscher, aus Hall in Tirol, lebte 29. Januar 1604 – 12. Oktober 1683, Profess 1624, Primiz 1629, Professor der Philosophie an der Universität Salzburg, Subprior 1639, Prior 1640, amtierte als Abt 1642–1683
- Anselm Angerer, aus Steyr, lebte 31. März 1647 – 29. April 1715, Profess 1665, Priesterweihe 1672, Subprior 1680, Rektor der Universität Salzburg, amtierte als Abt 1683–1715
- Ambros von Freudenpichl, aus Oberndorf in der Steiermark, lebte 1679 – 22. Dezember 1729, Profess 1696, Priesterweihe 1703, Professor in Salzburg, Subprior, amtierte als Abt 1715–1729
- Konstantin Muttersgleich, aus Freiling, lebte 25. Mai 1685 – 13. Mai 1747, Profess 1705, Priesterweihe 1710, Schaffner 1715, Prior 1727–1730, amtierte als Abt 1730–1747
- Leopold Till, aus Scheibbs, lebte 14. Juni 1688 – 16. Juni 1757, Eintritt 1710, Profess 1711, Priesterweihe 1715, 1737 Stadtpfarrer von Steyr, amtierte als Abt 1747–1757
- Paul Meyer, aus Lauterbach bei Inzersdorf im Kremstal, lebte 12. Dezember 1721 – 30. Oktober 1763, Eintritt 1741, Priesterweihe 1745, amtierte als Abt 1757–1763
- Maurus Gordon, aus Weyer, lebte 24. November 1726 – 17. Dezember 1786, 1745 Eintritt, 1746 Profess, 1750 Priesterweihe, amtierte als Abt 1764–1786, letzter Garstener Abt, ab 1784 auch Administrator des aufgelösten Klosters Gleink, 1787 Auflösung von Kloster Garsten.